# Comuna Nîțaha, Trosteaneț
Nîțaha (în ucraineană Ницаха) este o comună în raionul Trosteaneț, regiunea Sumî, Ucraina, formată din satele Nîțaha (reședința) și Novoukraiinka.

## Demografie
Componența lingvistică a comunei Nîțaha
     Rusă (73,17%)
     Ucraineană (26,56%)
     Alte limbi (0,13%)
Conform recensământului din 2001, majoritatea populației comunei Nîțaha era vorbitoare de rusă (73,17%), existând în minoritate și vorbitori de ucraineană (26,56%).